# Standfussiana dalmata
Standfussiana dalmata là một loài bướm đêm trong họ Noctuidae.